# Championnat du Danemark de hockey sur glace
Le championnat de hockey sur glace au Danemark a été créé en 1955. La ligue élite porte le nom de Metal Ligaen et comprend à l'heure actuelle neuf équipes. Elle s'appelait AL-Bank Ligaen jusqu'en 2013.

## Équipes
| \| Aalborg Esbjerg Frederikshavn Herlev Herning Odense Rungsted Rødovre Sønderjyske \| Localisation des clubs engagés dans le championnat. |
| Aalborg Esbjerg Frederikshavn Herlev Herning Odense Rungsted Rødovre Sønderjyske                                                           |

Les équipes engagées pour la saison 2023-2024 :
- Aalborg Pirates
- Esbjerg Energy
- Frederikshavn White Hawks
- Herlev Eagles
- Herning Blue Fox
- Odense Bulldogs
- Rungsted Seier Capital
- Rødovre Mighty Bulls
- SønderjyskE

Le championnat de hockey sur glace au Danemark a été créé en 1955. La ligue élite porte le nom de Metal Ligaen et comprend à l'heure actuelle dix équipes. Elle s'appelait AL-Bank Ligaen jusqu'en 2013.

## Historique
Le premier championnat a lieu en janvier 1955, il s'agit d'un tournoi entre la meilleure équipe du Seeland, celle du Jutland et le club de la capitale le KSF Kopenhagen. En 1956, le représentant du Jutland ne peut traverser le Détroit, bloquer par de la glace. Le championnat se joue donc sur un seul match.
Les trois années suivantes, les conditions climatiques trop chaude, empêchent le déroulement du championnat, faute de glace. Cela amène à la construction de patinoire artificielle. La première est inaugurée à Esbjerg, le 8 novembre 1959. Elle est suivie d'une seconde à Copenhague inaugurée le 11 décembre 1959.
À partir de la saison 1960-1961, un championnat comptant 4 équipes est organisé, il est nommé 1. division. l'attrait pour ce sport augmente de manière constante, ce qui permet à la ligue de compter 10 équipes dix ans plus tard. En 1974, la ligue essaie un nouveau format avec un premier tour à dix, puis un deuxième tour disputer entre les 6 meilleures équipes. Ce format est stoppé 4 ans plus tard lorsque la ligue se retrouve à seulement 8 équipes.
En vue de changer le format du championnat, la saison 1984-1985 est une saison de transition, les quatorze équipes principales disputent un championnat commun qui va les départager la saison suivante en 2 divisions de 7 équipes chacune. La Saison suivante le championnat à 7 équipes est renommé Eliteserien.
En 1989, la ligue s'élargit à huit équipes, puis à 10 en 1992. En 2001, la ligue décide de réduire à 9 le nombre de place dans le championnat. Il faut attendre 2007 pour revoir 10 équipes y évoluer, avec l'arrivée d'un nouveau sponsor, AL-Bank. Le nombre d'équipe ne va cesser de changer par la suite, passant à neuf en 2009, 8 en 2010, 9 en 2011, 10 en 2014, 11 en 2017, 9 depuis 2018.

## Dénomination
- De 1954 à 1985 : 1. Division
- De 1985 à 1998 : Eliteserien
- De 1998 à 2001 : Codan Ligaen
- De 2001 à 2002 : Sanistål Ligaen
- De 2002 à 2005 : SuperBest Ligaen
- De 2005 à 2007 : Oddset Ligaen
- De 2007 à 2013 : AL-Bank Ligaen
- Depuis 2013 : Metal Ligaen

## Équipes
| \| Aalborg Esbjerg Frederikshavn Herlev Herning Odense Rungsted Rødovre Sønderjyske \| Localisation des clubs engagés dans le championnat. |
| Aalborg Esbjerg Frederikshavn Herlev Herning Odense Rungsted Rødovre Sønderjyske                                                           |

| Équipe                    | Ville         | Patinoire            | Capacité |
| ------------------------- | ------------- | -------------------- | -------- |
| Aalborg Pirates           | Aalborg       | Gigantium Isarena    | 5 000    |
| Esbjerg Energy            | Esbjerg       | Granly Hockey Arena  | 4 100    |
| Frederikshavn White Hawks | Frederikshavn | Nordjyske Bank Arena | 4 000    |
| Herlev Eagles             | Herlev        | PM Montage Arena     | 1 740    |
| Herning Blue Fox          | Herning       | KVIK Hockey Arena    | 2 554    |
| Odense Bulldogs           | Odense        | Spar Nord Arena      | 3 280    |
| Rungsted Seier Capital    | Hørsholm      | Bitcoin Arena        | 2 460    |
| Rødovre Mighty Bulls      | Rødovre       | Rødovre Skøjte Arena | 3 600    |
| SønderjyskE               | Vojens        | SE Arena             | 5 000    |

## Saisons
| Saison    | Vainqueur                 | Médaille d'Argent         | Médaille de Bronze           | Nombre de participants | Équipe(s) reléguée(s)                                                                                             | Équipe(s) promue(s)                                                                        |
| --------- | ------------------------- | ------------------------- | ---------------------------- | ---------------------- | --- | ------------------------------------------------------------------------------------------ |
| 1954–1955 | Rungsted IK               | KSF Kopenhagen            | Silkeborg                    | 3                      | - |                                                                                            |
| 1955–1956 | KSF Kopenhagen            | Rungsted IK               | -                            | 2                      | - | -                                                                                          |
| 1956–1957 | Non disputé               | Non disputé               | Non disputé                  | Non disputé            | Non disputé | Non disputé                                                                                |
| 1957–1958 | Non disputé               | Non disputé               | Non disputé                  | Non disputé            | Non disputé | Non disputé                                                                                |
| 1958–1959 | Non disputé               | Non disputé               | Non disputé                  | Non disputé            | Non disputé | Non disputé                                                                                |
| 1959–1960 | KSF Kopenhagen            | Rungsted IK               | Silkeborg                    | 3                      | - | Esbjerg IK                                                                                 |
| 1960–1961 | KSF Kopenhagen            | Rungsted IK               | Esbjerg IK                   | 4                      | Silkeborg | Furesøen IK (USG Copenhague)                                                               |
| 1961–1962 | KSF Kopenhagen            | Rungsted IK               | Furesøen IK (USG Copenhague) | 4                      | Esbjerg IK | Gladsaxe SF                                                                                |
| 1962–1963 | Rungsted IK               | Esbjerg                   | KSF Kopenhagen               | 5                      | - | -                                                                                          |
| 1963–1964 | KSF Kopenhagen            | Rungsted IK               | Esbjerg                      | 5                      | - | Rødovre SIK                                                                                |
| 1964–1965 | KSF Kopenhagen            | Esbjerg                   | Gladsaxe SF                  | 6                      | - | Vojens IK                                                                                  |
| 1965–1966 | KSF Kopenhagen            | Gladsaxe SF               | Esbjerg                      | 7                      | - | -                                                                                          |
| 1966–1967 | Gladsaxe SF               | KSF Kopenhagen            | Esbjerg                      | 6                      | USG Copenhague (fermeture de la section hockey par l'université)                                                  | Herning IK et Hellerup IK                                                                  |
| 1967–1968 | Gladsaxe SF               | Esbjerg                   | Rungsted IK                  | 8                      | Hellerup IK | AaB Aalborg                                                                                |
| 1968–1969 | Esbjerg                   | Gladsaxe SF               | Vojens IK                    | 8                      | AaB Aalborg | Hellerup IK                                                                                |
| 1969–1970 | KSF Kopenhagen            | Gladsaxe SF               | Esbjerg                      | 8                      | - | AaB Aalborg et Hvidovre IK                                                                 |
| 1970–1971 | Gladsaxe SF               | Rungsted IK               | Esbjerg and Vojens IK        | 10                     | Hvidovre IK | Tårnby Boldklub                                                                            |
| 1971–1972 | KSF Kopenhagen            | Esbjerg                   | Gladsaxe SF                  | 10                     | Tårnby Boldklub                                                                                                   | Aalborg IK                                                                                 |
| 1972–1973 | Herning IK                | KSF Kopenhagen            | Esbjerg                      | 10                     | Aalborg IK | Frederikshavn IK                                                                           |
| 1973–1974 | Gladsaxe SF               | KSF Kopenhagen            | Herning IK                   | 10                     | Frederikshavn IK                                                                                                  | Brøndby IC                                                                                 |
| 1974–1975 | Gladsaxe SF               | KSF Kopenhagen            | Rungsted IK                  | 10                     | Brøndby IC | Hvidovre IK                                                                                |
| 1975–1976 | KSF Kopenhagen            | AaB Aalborg               | Gladsaxe SF                  | 10                     | - | -                                                                                          |
| 1976–1977 | Herning IK                | Gladsaxe SF               | AaB Aalborg                  | 10                     | Hvidovre IK et Hellerup IK                                                                                        | -                                                                                          |
| 1977–1978 | Rødovre SIK               | KSF Kopenhagen            | Vojens IK                    | 8                      | Gladsaxe SF | Frederikshavn IK                                                                           |
| 1978–1979 | Vojens IK                 | Rødovre SIK               | AbB Aalborg                  | 8                      | Frederikshavn IK                                                                                                  | Hvidovre IK                                                                                |
| 1979–1980 | Vojens IK                 | Rungsted IK               | AbB Aalborg                  | 8                      | Hvidovre IK | Frederikshavn IK                                                                           |
| 1980–1981 | AbB Aalborg               | Rødovre SIK               | Herning IK                   | 8                      | Esbjerg IK | Hellerup IK                                                                                |
| 1981–1982 | Vojens IK                 | Rødovre SIK               | AbB Aalborg                  | 8                      | Herning IK | Herlev IK                                                                                  |
| 1982–1983 | Rødovre SIK               | AbB Aalborg               | Herlev IK                    | 8                      | Frederikshavn IK                                                                                                  | Esbjerg IK                                                                                 |
| 1983–1984 | Herlev IK                 | AbB Aalborg               | Rungsted IK                  | 8                      | - | Aalborg IK, Frederikshavn IK, Gladsaxe SF, Herning IK, Skovbakken IK et Tårnfalkene Amager |
| 1984–1985 | Rødovre SIK               | Herning IK                | Esbjerg IK                   | 14                     | AaB Aalborg, Aalborg IK, Gladsaxe SF, KSF Kopenhagen, Rungsted IK, Skovbakken IK, Tårnfalkene Amager et Vojens IK | -                                                                                          |
| 1985–1986 | Rødovre SIK               | Esbjerg IK                | Frederikshavn IK             | 7                      | Hellerup IK | AaB Aalborg                                                                                |
| 1986–1987 | Herning IK                | AaB Aalborg               | Rødovre SIK                  | 7                      | Vojens IK | Gladsaxe SF                                                                                |
| 1987–1988 | Esbjerg                   | Herlev IK                 | AaB Aalborg                  | 7                      | Gladsaxe SF | Hellerup IK                                                                                |
| 1988–1989 | Frederikshavn IK          | AbB Aalborg               | Herning IK                   | 7                      | - | Vojens IK                                                                                  |
| 1989–1990 | Rødovre SIK               | Herning IK                | Frederikshavn IK             | 8                      | Vojens IK | Rungsted IK                                                                                |
| 1990–1991 | Herning IK                | Rødovre SIK               | Aalborg IK                   | 8                      | Rungsted IK | Odense IK                                                                                  |
| 1991–1992 | Herning IK                | Esbjerg                   | Rødovre SIK                  | 8                      | Herlev IK | Gladsaxe SF, Rungsted IK et Vojens IK                                                      |
| 1992–1993 | Esbjerg                   | Herning IK                | Rødovre SIK                  | 10                     | Gladsaxe SF | Hvidovre IK                                                                                |
| 1993–1994 | Herning IK                | Esbjerg                   | AbB Aalborg                  | 10                     | - | -                                                                                          |
| 1994–1995 | Herning IK                | Esbjerg                   | Rungsted IK                  | 10                     | - | -                                                                                          |
| 1995–1996 | Esbjerg                   | Rungsted IK               | Herning IK                   | 10                     | - | -                                                                                          |
| 1996–1997 | Herning IK                | Esbjerg                   | Rungsted Cobras              | 10                     | - | -                                                                                          |
| 1997–1998 | Herning IK                | Rungsted Cobras           | Frederikshavn White Hawks    | 10                     | - | -                                                                                          |
| 1998–1999 | Rødovre SIK               | Frederikshavn White Hawks | Esbjerg                      | 10                     | Gentofte Stars (Hellerup IK)                                                                                      | Gladsaxe SF                                                                                |
| 1999–2000 | Frederikshavn White Hawks | Herning Blue Fox          | Esbjerg                      | 10                     | Gladsaxe SF | -                                                                                          |
| 2000–2001 | Herning Blue Fox          | Esbjerg                   | Rødovre SIK                  | 9                      | - | Hvidovre IK                                                                                |
| 2001–2002 | Rungsted Cobras           | Odense Bulldogs           | Herning Blue Fox             | 10                     | - | -                                                                                          |
| 2002–2003 | Herning Blue Fox          | Odense Bulldogs           | Rungsted Cobras              | 10>8                   | Hvidovre IK (Faillite)                                                                                            | -                                                                                          |
| 2003–2004 | Esbjerg Oilers            | Aab Ishockey              | Odense Bulldogs              | 9                      | - | -                                                                                          |
| 2004–2005 | Herning Blue Fox          | Aab Ishockey              | Frederikshavn White Hawks    | 9                      | - | -                                                                                          |
| 2005–2006 | SønderjyskE Ishockey      | Aab Ishockey              | Herning Blue Fox             | 9                      | - | -                                                                                          |
| 2006–2007 | Herning Blue Fox          | Aab Ishockey              | SønderjyskE Ishockey         | 9                      | - | Hvidovre IK                                                                                |
| 2007–2008 | Herning Blue Fox          | Frederikshavn White Hawks | SønderjyskE Ishockey         | 10                     | - | -                                                                                          |
| 2008–2009 | SønderjyskE Ishockey      | Herning Blue Fox          | Rødovre Mighty Bulls         | 10                     | Herlev IK | -                                                                                          |
| 2009–2010 | SønderjyskE Ishockey      | Aab Ishockey              | Frederikshavn White Hawks    | 9                      | Rungsted Cobras (faillite)                                                                                        | -                                                                                          |
| 2010–2011 | Herning Blue Fox          | Frederikshavn White Hawks | SønderjyskE Ishockey         | 8                      | - | Herlev IK                                                                                  |
| 2011–2012 | Herning Blue Fox          | Odense Bulldogs           | SønderjyskE Ishockey         | 9                      | - | -                                                                                          |
| 2012–2013 | SønderjyskE Ishockey      | Frederikshavn White Hawks | Rødovre Mighty Bulls         | 9                      | Copenhagen Hockey (Hvidovre IK)                                                                                   | Rungsted                                                                                   |
| 2013–2014 | SønderjyskE Ishockey      | Herning Blue Fox          | Frederikshavn White Hawks    | 9                      | - | Gentofte Stars                                                                             |
| 2014–2015 | SønderjyskE Ishockey      | Esbjerg Energy            | Frederikshavn White Hawks    | 10                     | - | -                                                                                          |
| 2015–2016 | Esbjerg Energy            | Herning Blue Fox          | Frederikshavn White Hawks    | 10                     | - | -                                                                                          |
| 2016–2017 | Esbjerg Energy            | Gentofte Stars            | Frederikshavn White Hawks    | 10                     | - | Copenhagen Hockey                                                                          |
| 2017–2018 | Aalborg Pirates           | Herning Blue Fox          | Rungsted Seier Capital       | 11                     | Copenhagen Hockey et Gentofte Stars                                                                               | -                                                                                          |
| 2018–2019 | Rungsted Seier Capital    | SønderjyskE Ishockey      | Frederikshavn White Hawks    | 9                      | - | -                                                                                          |
| 2019–2020 | Aalborg Pirates           | Herning Blue Fox          | SønderjyskE Ishockey         | 9                      | - | -                                                                                          |
| 2020–2021 | Rungsted Seier Capital    | Aalborg Pirates           | Esbjerg Energy               | 9                      | - | -                                                                                          |
| 2021–2022 | Aalborg Pirates           | Rungsted Seier Capital    | Odense Bulldogs              | 9                      | - | -                                                                                          |
| 2022–2023 | Aalborg Pirates           | Herning Blue Fox          | Herlev Eagles                | 9                      | - | -                                                                                          |
| 2023–2024 | En cours                  | En cours                  | En cours                     | En cours               | En cours | En cours                                                                                   |

## Palmarès
Le club le plus titré est le Herning Blue Fox avec 16 titres, suivi du KSF Kopenhagen (10 titres) et du SønderjyskE (9 titres).
| Équipe                       | Vainqueur | Année                                                                                          | deuxième place | troisième place |
| ---------------------------- | --------- | ---------------------------------------------------------------------------------------------- | -------------- | --------------- |
| Herning Blue Fox             | 16        | 1973, 1977, 1987, 1991, 1992, 1994, 1995, 1997, 1998, 2001, 2003, 2005, 2007, 2008, 2011, 2012 | 10             | 7               |
| KSF Kopenhagen               | 10        | 1956, 1960, 1961, 1962, 1964, 1965, 1966, 1970, 1972, 1976                                     | 6              | 1               |
| SønderjyskE                  | 9         | 1979, 1980, 1982, 2006, 2009, 2010, 2013, 2014, 2015                                           | 1              | 8               |
| Esbjerg Energy               | 7         | 1969, 1988, 1993, 1996, 2004, 2016, 2017                                                       | 11             | 10              |
| Rødovre Mighty Bulls         | 6         | 1978, 1983, 1985, 1986, 1990, 1999                                                             | 5              | 4               |
| Aalborg Pirates              | 5         | 1981, 2018, 2020, 2022, 2023                                                                   | 11             | 6               |
| Rungsted Seier Capital       | 5         | 1955, 1963, 2002, 2019, 2021                                                                   | 10             | 8               |
| Gladsaxe SF                  | 5         | 1967, 1968, 1971, 1974, 1975                                                                   | 4              | 3               |
| Frederikshavn White Hawks    | 2         | 1989, 2000                                                                                     | 4              | 10              |
| Herlev Eagles                | 1         | 1984                                                                                           | 1              | 2               |
| Odense Bulldogs              | 0         |                                                                                                | 3              | 2               |
| Unibet Stars Gentofte        | 0         |                                                                                                | 1              |                 |
| Silkeborg SF                 | 0         |                                                                                                |                | 2               |
| Furesøen IK (USG Copenhague) | 0         |                                                                                                |                | 1               |